# 塞繆爾·拉爾森
塞繆爾·拉爾森（Samuel Peter Acosta Larsen，1981年8月28日—）是一位美國演員。他最著名的作品是在歡樂合唱團中出演Joe Hart角色。

## 外部連結
- 塞繆爾·拉爾森在互联网电影资料库（IMDb）上的資料（英文）
- Bridges I Burn Facebook page （页面存档备份，存于）
- Bridges I Burn YouTube page （页面存档备份，存于）